# Carlos Pellegrini
Carlos Enrique José Pellegrini Bevans, advogado e político, presidente da Argentina de 1890 a 1892. Foi Ministro de Governo da província de Buenos Aires em 1878 e Ministro da Guerra e da Marinha no ano seguinte. Vice-presidente de Miguel Juárez Celman pelo Partido Autonomista Nacional, sucedeu a este depois de sua renúncia em 1890.
Durante os dois anos em que ocupou a presidência, saneou as finanças do país, abaladas pelo chamado Pânico de 1890, criou o Banco de la Nación Argentina e a prestigiosa instituição de ensino que leva seu nome, a Escuela Superior de Comercio Carlos Pellegrini, vinculada à Universidade de Buenos Aires.